# Galeropsis
Galeropsis là một chi nấm trong họ Bolbitiaceae. Chi này phân bố rộng rãi ở các môi trường khô, ẩm, và có 16 loài.